# Tauschia stricklandi
Tauschia stricklandi är en flockblommig växtart som först beskrevs av John Merle Coulter och Joseph Nelson Rose, och fick sitt nu gällande namn av Mildred Esther Mathias och Lincoln Constance. Tauschia stricklandi ingår i släktet Tauschia och familjen flockblommiga växter. Inga underarter finns listade i Catalogue of Life.